# Nazionale olimpica di calcio delle Figi
La nazionale olimpica figiana di calcio è la rappresentativa calcistica delle Figi ai giochi olimpici.

## Storia
La nazionale olimpica figiana esordisce il 26 maggio 1991 contro l'Australia perdendo 0-7. Si qualifica alle Olimpiadi del 2016 in Brasile grazie ai Giochi Del Pacifico del 2015. Nel torneo olimpico perde 0-8 contro la Corea del Sud all'esordio. Perde poi le altre 2 patite del girone, per 1-5 contro il Messico, partita in cui Krishna realizza dopo 11 minuti il primo storico gol dei figiani a un Olimpiade, e contro la Germania per 0-10 eguagliando la sconfitta più pesante della nazionale. Conclude il girone ultima, con 0 punti, 1 gol fatto e 23 subiti.

## Statistiche dettagliate sui tornei internazionali

### Giochi olimpici
| Anno | Luogo             | Piazzamento      | V | N | P | Gol  |
| ---- | ----------------- | ---------------- | - | - | - | ---- |
| 1952 | Helsinki          | Non partecipante | - | - | - | -    |
| 1956 | Melbourne         | Non partecipante | - | - | - | -    |
| 1960 | Roma              | Non partecipante | - | - | - | -    |
| 1964 | Tokyo             | Non partecipante | - | - | - | -    |
| 1968 | Città del Messico | Non partecipante | - | - | - | -    |
| 1972 | Monaco di Baviera | Non partecipante | - | - | - | -    |
| 1976 | Montréal          | Non partecipante | - | - | - | -    |
| 1980 | Mosca             | Non partecipante | - | - | - | -    |
| 1984 | Los Angeles       | Non partecipante | - | - | - | -    |
| 1988 | Seul              | Ritirata         | - | - | - | -    |
| 1992 | Barcellona        | Non qualificata  | - | - | - | -    |
| 1996 | Atlanta           | Non qualificata  | - | - | - | -    |
| 2000 | Sydney            | Non qualificata  | - | - | - | -    |
| 2004 | Atene             | Non qualificata  | - | - | - | -    |
| 2008 | Pechino           | Non qualificata  | - | - | - | -    |
| 2012 | Londra            | Non qualificata  | - | - | - | -    |
| 2016 | Rio de Janeiro    | Primo turno      | 0 | 0 | 3 | 1:23 |
| 2020 | Tokyo             | Non qualificata  | - | - | - | -    |

## Tutte le rose

### Giochi olimpici
Calcio ai Giochi Olimpici Estivi 20161 Tamanisau, 2 P. Naidu, 3 Baravilala, 4 Dreloa, 5 Tuivuna, 6 Khem, 7 Chand, 8 Hughes, 9 Krishna, 10 Nakalevu, 11 Singh, 12 Waranaivalu, 13 Verefou, 14 Nabenia, 15 Waqa, 16 Turagabeci, 18 S. Naidu, CT: Farina